# Stade Manuel Murillo Toro
 (mai 2025).
Le stade Manuel Murillo Toro est un stade omnisports situé à Ibagué, en Colombie. Il est actuellement utilisé principalement pour des matchs de football. 
Le stade a une capacité de 30 000 places. Le Corporación Club Deportes Tolima y joue ses matchs à domicile.